# Niederländische Antillen
Die Niederländischen Antillen waren ein niederländisches Überseegebiet, das geographisch zur Inselgruppe der Kleinen Antillen in der Karibik gehörte. Von 1948 bis 1954 waren sie ein autonomes Gebiet und eine Kolonie in der Nachfolge des ehemals größeren niederländischen Kolonialreiches. Mit dem Statuut voor het Koninkrijk der Nederlanden von 1954 bildeten die Niederländischen Antillen ein weiteres Land innerhalb des Königreiches der Niederlande, neben den (europäischen) Niederlanden und Suriname (bis 1975).
Aruba schied Ende 1985 aus dem Verband der Niederländischen Antillen aus (als eigenes Land innerhalb des Königreiches). Am 10. Oktober 2010 wurde das politische Gebilde der Niederländischen Antillen aufgelöst: Curaçao und
Sint Maarten erhielten innerhalb des Königreichs ebenfalls volle Autonomie, die verbleibenden Gebiete wurden auf eigenen Wunsch zu Besonderen Gemeinden des Lands Niederlande.

## Geographie
Die Niederländischen Antillen umfassten ursprünglich sechs bewohnte Karibik-Inseln sowie einige kleinere, unbewohnte Inseln mit einer Gesamtfläche von 980 km². Die nach dem Ausscheiden Arubas 1986 verbliebenen Inseln haben eine Gesamtfläche von 800 km². Sie gliedern sich geographisch in zwei mehr als 800 Kilometer voneinander entfernte Gruppen:
- Die nach ihren Anfangsbuchstaben so bezeichneten ABC-Inseln, die zu den Inseln unter dem Winde gehören:
  - Aruba (bis 1985)
  - Bonaire (mit Klein Bonaire)
  - Curaçao (mit Klein Curaçao)
- Die ebenso nach ihren Anfangsbuchstaben bezeichneten SSS-Inseln, die zu den Inseln über dem Winde gehören:
  - Saba (mit Green Island)
  - Sint Eustatius
  - Sint Maarten (mit Guana Key, Hen & Chickens, Cow & Calf, Molly Beday und Pelikan Key) (der Nordteil der Insel St. Martin ist als Saint-Martin ein französisches COM; vgl. Liste geteilter Inseln)

## Geschichte
1845 wurde die Kolonie Curaçao en Onderhorigheden aufgestellt, die aus den sechs Inseln bestand. 1936 wurde sie in Gebiedsdeel Curaçao (deutsch: Gebietsteil Curaçao) umbenannt. 1948 erhielt sie die Bezeichnung Nederlandse Antillen.
1954 wurden die Niederländischen Antillen zum Land innerhalb des Königreichs der Niederlande mit vollständiger Autonomie in Bezug auf interne Angelegenheiten. Für Außenpolitik und Verteidigung war jedoch weiterhin das Königreich der Niederlande zuständig.
Zum 31. Dezember 1985 schied Aruba aus den Niederländischen Antillen aus und wurde ein eigenständiges Land innerhalb des Königreichs.
Nach der Neuordnung der politischen Situation am 10. Oktober 2010 sind Curaçao und Sint Maarten autonome Länder innerhalb des Königreichs der Niederlande, vergleichbar mit Aruba. Die Inseln Bonaire, Saba und St. Eustatius sind Besondere Gemeinden der Niederlande, gehören jedoch keiner Provinz an. Seither spricht man allgemein von den Niederländischen Karibikinseln, wenn man die sechs Inseln gemeinsam meint.
| Flagge                   | Name                     | Hauptort    | Koordinaten          | Fläche km²       | Einwohner      | Bevölkerungsdichte pro km² | Gegenwärtiger Status                               |
| ------------------------ | ------------------------ | ----------- | -------------------- | ---------------- | -------------- | -------------------------- | -------------------------------------------------- |
| Niederlandische Antillen | Niederländische Antillen | Willemstad  |                      | 800 (ohne Aruba) | 199.929 (2009) | 250 (2009)                 | aufgelöst seit 10. Oktober 2010                    |
| Curaçao                  | Curaçao                  | Willemstad  | 12° 11′ N, 68° 59′ W | 444              | 141.766 (2009) | 319 (2009)                 | autonomes Land im Königreich seit 10. Oktober 2010 |
| Bonaire                  | Bonaire                  | Kralendijk  | 12° 11′ N, 68° 16′ W | 288              | 12.877 (2009)  | 45 (2009)                  | Besondere Gemeinde seit 10. Oktober 2010           |
| Sint Maarten             | Sint Maarten             | Philipsburg | 18° 1′ N, 63° 3′ W   | 34               | 40.917 (2009)  | 1203 (2009)                | autonomes Land im Königreich seit 10. Oktober 2010 |
| Sint Eustatius           | Sint Eustatius           | Oranjestad  | 17° 29′ N, 62° 58′ W | 21               | 2.768 (2009)   | 132 (2009)                 | Besondere Gemeinde seit 10. Oktober 2010           |
| Saba                     | Saba                     | The Bottom  | 17° 38′ N, 63° 14′ W | 13               | 1.601 (2009)   | 123 (2009)                 | Besondere Gemeinde seit 10. Oktober 2010           |
| Aruba                    | Aruba                    | Oranjestad  | 12° 31′ N, 69° 58′ W | 180              | 106.050 (2009) | 589 (2009)                 | autonomes Land im Königreich seit 1. Januar 1986   |

- Karte mit allen Koordinaten:
- OSM |
- WikiMap

## Politik
Die Verwaltung der Niederländischen Antillen bestand seit 1954 aus einer Regierung und den Staten, dem Parlament. Der Gouverneur vertrat das Staatsoberhaupt des Königreiches, Königin Juliana bzw. Königin Beatrix, und war formell Regierungsleiter. Die politische Verantwortlichkeit lag aber beim Ministerpräsidenten und den Ministern. Die letzte Ministerpräsidentin war Emily de Jongh-Elhage. Die Staten der Niederländischen Antillen zählten 22 Sitze, nach einer festen Formel auf die Inseln verteilt: 1954 bis 1985 12 für Curaçao, 8 für Aruba, 1 für Bonaire und 1 für die SSS-Inseln; 1986 bis 2010 14 für Curaçao, 3 für Sint Maarten, 3 für Bonaire, 1 für Sint Eustatius sowie 1 für Saba. Regierungskoalitionen bildeten sich in der Regel aus den Parteien der verschiedenen Inseln. Am 9. Oktober 2010 lösten sich die Staten in ihrer letzten Sitzung in Anwesenheit des seinerzeitigen Prinzen Willem-Alexander und der seinerzeitigen Prinzessin Máxima sowie der Vorsitzenden der Ersten und der Zweiten Kammer der Staten-Generaal der Niederlande selbst auf.
Die Niederländischen Antillen waren nicht Teil der Europäischen Union, sondern hatten eine bevorzugte Beziehung unter dem Status von Überseeischen Ländern und Hoheitsgebieten (siehe: Gebiet der Europäischen Union).
Seit Anfang 2006 waren die Inseln Grund für außenpolitische Differenzen zwischen Venezuela und dem Königreich der Niederlande. Der venezolanische Präsident Hugo Chávez behauptete, die Niederlande würden den USA die Errichtung von Militärbasen erlauben, die für eine geplante Invasion Venezuelas genutzt werden sollten. Am 23. Mai 2006 begann ein internationales Militärmanöver (Joint Caribbean Lion 2006) unter Beteiligung der US-Navy.
Reform der Beziehungen innerhalb des Königreichs

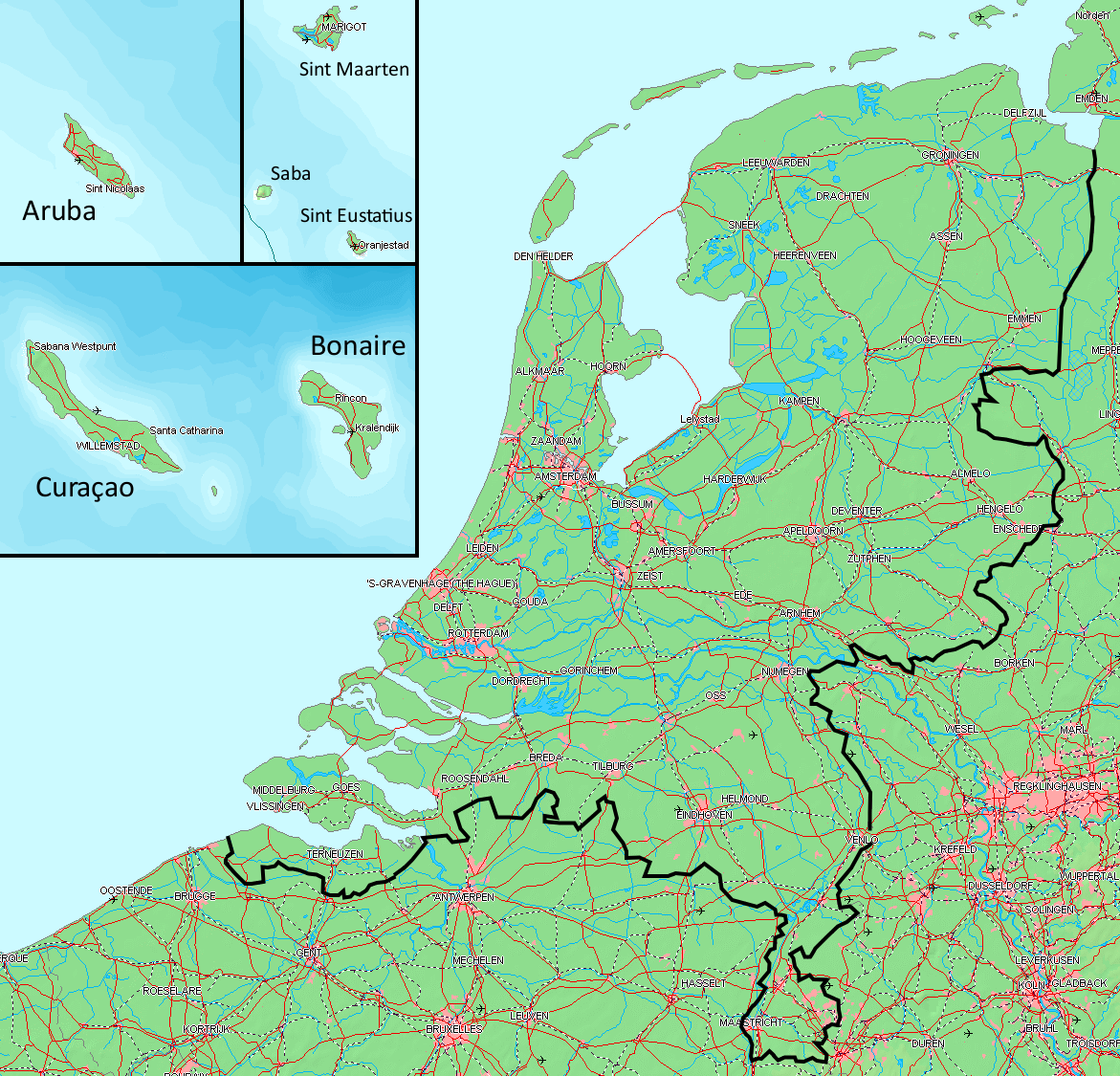
Karte aller Länder des Königreichs der Niederlande im gleichen Größenverhältnis

Anfang der 1990er Jahre begann eine Diskussion über die politische Zukunft der Niederländischen Antillen. Manche Politiker auf Curaçao und Sint Maarten, darunter auch Mitglieder der damaligen Antillen-Regierung, befürworteten eine Autonomie (Status aparte) für ihre Inseln nach dem Vorbild von Aruba. In Referenden auf den verschiedenen Inseln sprach sich 1993 und 1994 die Mehrheit der Stimmberechtigten jedoch für den Fortbestand von „neu strukturierten“ Niederländischen Antillen aus. Auf Curaçao z. B. stimmten damals 73,6 % für einen Verbleib im Verband der Niederländischen Antillen, 17,9 % für Autonomie, 8 % für Eingliederung in die Niederlande (als Provinz oder Gemeinde) und nur 0,5 % für vollständige Unabhängigkeit. Auf den anderen Inseln war das Ergebnis vergleichbar, nur auf Sint Maarten war eine große Minderheit von 32 % für Autonomie. Die Regierung trat daraufhin zurück.
Nachdem sich die Bevölkerung Sint Maartens in einem neuen Referendum im Juni 2000 mit 69 % für Autonomie ausgesprochen hatte, begannen erneut Gespräche über die Auflösung der Niederländischen Antillen als politische Einheit. Ein spezieller Beratungsausschuss aus Politikern und Experten empfahl der niederländischen Regierung 2004 die Auflösung des Landes Niederländische Antillen, die Bildung zweier neuer Länder Curaçao und Sint Maarten innerhalb des Königreichs der Niederlande und die Eingliederung der übrigen Inseln Bonaire, Saba und Sint Eustatius in die Niederlande. In neuen Referenden auf den Inseln (außerhalb Sint Maartens) bestätigte die Bevölkerung 2004 und 2005 die Empfehlungen des Ausschusses, nur auf Sint Eustatius stimmte eine Mehrheit weiterhin für einen Fortbestand der Niederländischen Antillen. Ende 2005 erreichten die Inseln Übereinstimmung mit der niederländischen Regierung über die Auflösung der Niederländischen Antillen 2008. Am 11. Oktober 2006 gelangten Bonaire, Saba und Sint Eustatius zu einem Übereinkommen mit den Niederlanden über ihren künftigen Rechtsstatus als „Besondere Gemeinden“ der Niederlande.
Entsprechend einem am 15. Dezember 2008 auf Curaçao gefassten Beschluss wurden die Niederländischen Antillen zum 10. Oktober 2010 als politisches Gebilde aufgelöst.

## Sprachen
Niederländisch und Papiamentu waren die zwei offiziellen Amtssprachen der Niederländischen Antillen. Auf den Inseln über dem Winde (St. Maarten, Saba, St. Eustatius) war Englisch die Verkehrssprache, auf den Inseln unter dem Winde (Bonaire, Curaçao) war Papiamentu die Verkehrssprache und zweite Amtssprache. Der Unterricht in den Schulen fand in der Grundschule wahlweise auf Englisch oder Niederländisch (St. Maarten, Saba, St. Eustatius) bzw. Papiamentu oder Niederländisch (Bonaire, Curaçao) statt. Ab der Mittelschule (5. Klasse) fand der Unterricht nur noch auf Niederländisch statt, weil die Abschlussprüfung auf Niederländisch und die gleiche Prüfung wie in den Niederlanden war. Der weitere Hochschulunterricht fand in den Niederlanden statt. Ab dem Schuljahr 2008/09 wurde auf Curaçao der Unterricht nicht mehr auf Papiamentu gegeben, da zu viele Defizite zu Tage getreten waren (es gab z. B. ausschließlich niederländischsprachige Lehrbücher). Der katholische Schulverband beschloss daher, ab dem Schuljahr 2008/09 wieder von der ersten Klasse an auf Niederländisch zu unterrichten. Dies entsprach auch dem Wunsch des Großteils der Bevölkerung. Seit Jahren waren die Anmeldungen für niederländischsprachige Schulen um das Zigfache höher als Plätze vorhanden waren. Die Abschlussprüfungen wurden auf Niederländisch gestellt.
Alle öffentlichen Bekanntmachungen und Gesetze wurden auf Niederländisch abgefasst. Die Literatur der Inseln der ehemaligen niederländischen Antillen wurde hauptsächlich auf Niederländisch und Papiamentu geschrieben, nur ein kleiner Teil auf Englisch und Spanisch. Die folgende Tabelle gibt einen Überblick, welche Sprache wie viele Muttersprachler hatte.
| Insel                    | Papiamentu | Englisch | Niederländisch | Spanisch | Andere |
| ------------------------ | ---------- | -------- | -------------- | -------- | ------ |
| Bonaire                  | 75         | 3        | 9              | 12       | 2      |
| Curaçao                  | 81         | 3        | 8              | 6        | 2      |
| Saba                     | 1          | 88       | 2              | 5        | 4      |
| Sint Eustatius           | 2          | 83       | 4              | 6        | 6      |
| Sint Maarten             | 2          | 68       | 4              | 13       | 13     |
| Niederländische Antillen | 65         | 16       | 7              | 6        | 5      |
| Aruba                    | 69         | 8        | 6              | 13       | 3      |

## Infrastruktur

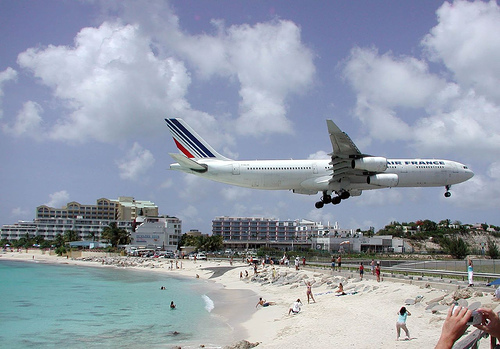
Airbus A340 der Air France im Landeanflug auf den Princess Juliana Airport

Das Stromnetz der ehemaligen Niederländischen Antillen hat 110 Volt und 60 Hertz.
Erwähnung verdient der Flughafen Sint Maartens, der Princess Juliana Airport, dessen Lage zahlreiche Schaulustige anlockt und begeistert. Der Landeanflug führt in den meisten Fällen bis kurz vor dem Aufsetzen der Maschinen über das Wasser. Unmittelbar vor der Landebahn befindet sich ein Strand, der gerne von Schaulustigen und anderen Interessierten aufgesucht wird, trotz bzw. gerade wegen des erheblichen Lärmes und den mitunter heftigen Böen, die durch die Flugzeuge verursacht werden. Die Flugzeuge fliegen die Landebahn über den Strand teilweise in nur etwa 20 Metern Höhe an.

## Wirtschaft
Neben dem Fremdenverkehr, der die Haupteinnahmequelle der Inseln war, dienten die Inseln zahlreichen Banken als Zentrum. Daneben existierten auch kleinere Ölraffinerien.

## Kultur
Der wohl bedeutendste Autor der Niederländischen Antillen ist Frank Martinus Arion (1936–2015) aus Curaçao. Sein auf Niederländisch verfasster Roman Dubbelspel (1973) liegt auch in deutscher Übersetzung („Doppeltes Spiel“) vor. Der Diplomat Carel de Haseth ist einer der bekanntesten Schriftsteller und Dichter. Er schreibt in niederländischer Sprache ebenso wie in Papiamentu. In einer zweisprachigen Ausgabe in deutscher Sprache und Papiamentu liegt sein Buch Sklave und Herr. Katibu di Shon (2007) vor.

## Medien
Amigoe ist eine ansässige Tageszeitung in niederländischer Sprache. Antilliaans Dagblad ist eine weitere Zeitung. Daneben gibt es zahlreiche Zeitungen in der lokalen Sprache Papiamentu. Die verbreitetste ist die Zeitung Extra.